# Emily Forest
Emily Forest, est une scénariste, réalisatrice et productrice de programmes de télévision française.

## Biographie
Elle collabore pour la presse écrite avec 20 ans ou Nova Mag.
Elle participe à l'adaptation de Loft Story de Temptation Island - première Île de la tentation , à Joe le Millionnaire qui deviendra Greg le millionnaire.
En réalisation, elle multiplie les genres. Des documentaires, comme Rendez-vous 10 ans plus tard, où une bande d’amis se retrouve des années plus tard, en passant par plusieurs shows dont Le Meilleur du Drôle des Publivores où elle dirige Christophe Salengro dans des fictions.
Pendant 10 ans, elle est également la voix off féminine de Secret Story « celle qui murmure », un rendez-vous quotidien. Elle reprend ce rôle en 2024, pour le re-lancement du programme.

## Programmes et contributions
- Mes Pires Potes
- Loft Story 1
- L'Île de la tentation
- Greg le millionnaire
- Queer 5 experts dans le vent
- Rendez-vous 10 ans plus tard
- Stardate
- Pièges de stars
- L'amour est aveugle
- Secret Story
- Les Reines du shopping

## Filmographie

### Réalisatrice

#### Court métrage
- 2008 : Le prince charmant est un plan c

#### Longs métrages
- 2013 : Les Hommes de ma Mère